# Prievidza
Prievidza es una ciudad situada en el distrito homónimo, en la región de Trenčín, Eslovaquia. Tiene una población estimada, en marzo de 2024, de 42 826 habitantes.
Es la capital del distrito.
Está ubicada al este de la región, cerca del río Nitra (cuenca hidrográfica del Danubio) y de la frontera con las regiones de Banská Bystrica y Žilina.

## Demografía
| Año        | 1994   | 2004    | 2014    | 2024     |
| ---------- | ------ | ------- | ------- | -------- |
| Población  | 54 427 | 51 596  | 47 574  | 42 429   |
| Diferencia |        | −5,20 % | −7,79 % | −10,81 % |

| Año        | 2023   | 2024    |
| ---------- | ------ | ------- |
| Población  | 42 980 | 42 429  |
| Diferencia |        | −1,28 % |